# В'язні Країни привидів
В'язні Країни привидів (Prisoners of the Ghostland) — американо-японський фантастичний бойовик 2021 року. Режисер Сіон Соно; сценаристи Аарон Хендрі та Реза Сіксо Сафаі. Продюсер Натаніель Болотін. Світова прем'єра відбулася 31 січня 2021 року; прем'єра в Україні — 30 вересня 2021-го.

## Про фільм
Дія відбувається в невизначеному майбутньому. Кримінальника Героя звільнили з в'язниці, щоби він знайшов зниклу онуку жорстокого правителя міста на прізвисько Губернатор. У Героя всього п'ять днів на виконання завдання. Якщо він не впорається, спрацює закріплена на ньому вибухівка.

## Знімались
| Актор          | Роль       |
| -------------- | ---------- |
| Ніколас Кейдж  | Герой      |
| Софія Бутелла  | Берніс     |
| Нік Кассаветіс | Психо      |
| Білл Моуслі    | Губернатор |
| Так Сакагучі   | Ясухіро    |
| Луїс Куріхара  | Курі       |
| Тецу Ватанабе  | Набе       |
| Метью Чозік    | Метью      |